# Egnatía (Thessalonique)
Egnatía (grec moderne : Εγνατία) est une localité située dans le dème d'Oreókastro, district régional de Thessalonique, dans la periphérie de Macédoine-Centrale, en Grèce.
Selon le recensement de 2011, elle compte 103 habitants.